# Dirofilariosi
La dirofilariosi, del llatí dirus filum (fil temible), és una malaltia parasitària causada per diferents espècies de nematodes del gènere Dirofilaria. És una malaltia zoonòtica freqüent en gossos que es caracteritza per un desenvolupament lent i un llarg recorregut crònic. Es transmet mitjançant una picada de mosquits. El cuc es coneix com a "cuc de cor" perquè en el seu últim estadi del seu cicle de vida resideix en el cor del seu hoste on pot quedar-s'hi diversos anys, fins que mata l'hoste per una aturada cardíaca.
Els hostes de Dirofilaria són principalment gossos, cànids salvatges (com llops i guineus) i ossos rentadors. En aquests hostes, els cucs madurs sexualment produeixen microfilàries que circulen per la sang i són ingerits per mosquits durant una ingesta de sang. Les microfilàries es desenvolupen en larves que migren cap a la probòscide, on estan preparats per infectar un altre hoste quan tornen a ingerir sang. Diversos tipus de mosquits són capaços de transmetre infeccions per Dirofilaria, inclosos Aedes, Anopheles i Mansonia.
Els humans i una àmplia gamma d'altres mamífers són hostes accidentals que no tenen cap paper en la transmissió de Dirofilaria. En aquests hostes, les larves de Dirofilaria es poden convertir en cucs adults, però els cucs es mantenen sexualment immadurs i no es produeixen microfilàries.
La dirofilariosi humana és causada generalment per Dirofilaria immitis (malaltia del cuc del gos), Dirofilaria repens i, en menor grau, Dirofilaria tenuis. Dirofilaria immitis pot causar dirofilariosi pulmonar, que pot ser asimptomàtica. Una altra forma d'infecció es pot caracteritzar per un fort dolor a la pell o per una infecció a l'ull.  
El problema de la dirofilariosi és l'àmplia circulació del patogen al medi natural i la manca de mesures adequades per identificar i desparasitar els animals infectats. Es desconeix la veritable incidència de persones amb dirofilariosi, ja que no està registrada oficialment. A causa de la manca de consciència dels metges, la dirofilariosi passa sovint sota diversos diagnòstics d'etiologia no parasitària.
Sovint es diagnostica la dirofilariosi mitjançant l'examen del teixit obtingut com a part de la investigació diagnòstica de lesions detectades en radiografies de tòrax. Els exàmens de sang encara no són útils en el diagnòstic de la dirofilariosi en humans.
El tractament definitiu de la infecció per Dirofilaria en humans és l'eliminació quirúrgica de granulomes i nòduls pulmonars sota la pell; aquest tractament també és curatiu. En molts casos, no és necessari un tractament amb medicaments tot i que s'ha comprovat que els antibiòtics del grup de les tetraciclines sovint causen la mort dels cucs adults de la Dirofilaria immitis.